# 汉代徐闻县治及徐闻港遗址
汉代徐闻县治、徐闻港遗址，位于中国广东省湛江市徐闻县五里乡二桥仕尾村一带，为徐闻县的一个县级文物保护单位，类型为古遗址，公布时间为1990年9月6日。
汉代徐闻县治、徐闻港遗址的历史年代为汉代。